# Моше Шарет
Моше Шарет е първият министър на външните работи и вторият министър-председател на Израел (1954 – 1955), издигнат от Израелската партия на труда.

## Биография
Още през ранното му детство, когато семейството му живее в Руската империя, баща му Яков Черток го обучава на иврит и да обича Ерец Израел.
През 1906 г. семейството му е репатрирано в Палестина, тогава част от Османската империя и се заселват в Самария. В продължение на 2 години Моше научава арабски. През 1908 г. се мести със семейството си в тогавашното селище Яфо (сега квартал на Тел Авив).
През 1913 г. отива да учи право в Истанбулския университет, където се запознава с Давид Бен-Гурион и Ицхак Бен-Цви.
От началото на Първата световна война доброволно встъпва в турската армия като офицер-преводач, първоначално в Егейска Македония. В края на войната през 1919 г. Шарет постъпва като секретар в ционистката комисия – консултативен орган по британската администрация в Палестина по всички въпроси.
В периода между 1920 и 1925 г. следва в Лондонската школа по икономически и политически науки и активно участва в британския клон на Поалей Цион (Еврейска партия в Русия). През 1925 г. се връща в Израел и работи във вестник Давар, между 1929 и 1931 г. е главен редактор на английски език.

### Политическа кариера
Политическата кариера на Моше Шарет започва от 1931 г., когато е назначен за секретар на политическия отдел към Еврейското агентство и за заместник на Хаим Арлозоров. След смъртта на Арлозоров става ръководител на политическия отдел на Еврейското агентство, който пост заема до обявяването на Израел за независима държава през 1948 г.
Моше Шарет усилено контактува при посредничеството за предаване на Британския мандат на местните ционистки движения в Палестина.
В началото на Втората световна война е инициатор за създаване на еврейска бригада към британската армия. С посредничеството му през 1941 г. бойци на Палмах участват в подготовката на нахлуване на британски войници в Сирия и Ливан, изпратени към група на парашутисти зад вражеските линии в Европа, за организиране на еврейска антихитлеристката съпротива.
След края на войната, през 1946 г. британските власти го арестуват заради връката му с еврейската паравоенна организация Хагана, като излежава 4 месеца. По-късно участва активно по плана на ООН за разделяне на Палестина и за независимата еврейска държава, към което отношение взима тогавашният държавен секратар на САЩ Джордж Маршал.